# The Greatest American Hero
The Greatest American Hero ist eine amerikanische Superhelden-Fernsehserie, die von 1981 bis 1983 drei Staffeln lang von American Broadcasting Company (ABC) ausgestrahlt wurde. Erstellt von Produzent Stephen J. Cannell, wurde es am 18. März 1981 als zweistündiger Pilotfilm uraufgeführt. Die Serie zeigt William Katt als Lehrer Ralph Hinkley, Robert Culp als FBI-Agent Bill Maxwell und Connie Sellecca als Anwältin Pam Davidson. Der Nachname des Hauptcharakters wurde für den letzten Teil der ersten Staffel von „Hinkley“ in „Hanley“ geändert, unmittelbar nachdem Präsident Ronald Reagan und drei andere von John Hinckley Jr. erschossen und verwundet worden waren. Der Name des Charakters wurde in „Hinkley“ zurückgesetzt. nachdem ein paar Monate vergangen waren.
Die Serie zeichnet Ralphs Abenteuer auf, nachdem ihm eine Gruppe von Außerirdischen einen rot-schwarzen Anzug gegeben hat, der ihm übermenschliche Fähigkeiten verleiht. Unglücklicherweise für Ralph, der es hasst, den Anzug zu tragen, verliert er sofort seine Gebrauchsanweisung und muss daher lernen, wie man seine Kräfte durch Versuch und Irrtum einsetzt, oft mit komischen Ergebnissen.

## Prämisse
Ralph Hinkley (Katt) ist ein Vertretungslehrer an einer öffentlichen Schule in Los Angeles. Während einer Exkursion trifft Ralph auf Außerirdische, die ihm einen Anzug geben, der ihn mit übermenschlichen Fähigkeiten ausstattet. Die Außerirdischen weisen ihn an, mit dem FBI-Spezialagenten Bill Maxwell (Culp) zusammenzuarbeiten. Hinkley soll mit seinen Superkräften Verbrechen und Ungerechtigkeiten in der Welt bekämpfen.
Anschließend trifft auch die Anwältin Pam Davidson (Sellecca), die sich um Ralphs Scheidung kümmerte, auf die Außerirdischen. Sie nötigen sie, Ralph und Bill bei ihren Einsätzen zu unterstützen.

### Heldenpersönlichkeit
Ralphs Uniform verleiht ihm die Kräfte des Fliegens, der Superkraft, der Unverwundbarkeit, der Unsichtbarkeit, der Vorerkennung, der Telekinese, des Röntgenblicks, der Supergeschwindigkeit, der Pyrokinese, des Schrumpfens, der Psychometrie ("holographisches Sehen") und sogar der Fähigkeit, das Übernatürliche zu erkennen. Da Ralph die Bedienungsanleitung des Anzugs verlor, überraschte ihn seine Entdeckung dieser verschiedenen Kräfte oft selbst. Während der Anzug Ralph das Fliegen ermöglicht, verfügt er über keine besonderen Fähigkeiten bei der Landung, so dass er häufig auf einem unwürdigen (wenn auch unbeschädigten) Haufen abstürzt. In der Episode "Fire Man" zeigt er Widerstand gegen Feuer / Hitze und verwendet "Super-Ausatmung" (die Fähigkeit, einen Flammenwerfer oder eine andere große Feuerquelle auszublasen); Diese Fähigkeit nutzt er auch in der Folge "Es gibt einfach keine Buchhaltung ...", um einen Molotow-Cocktail auszulöschen. Ralph zeigt auch Anzeichen dafür, dass er den Geist kontrollieren kann, nachdem er hohen Dosen Plutoniumstrahlung ausgesetzt wurde. In der letzten Folge der zweiten Staffel, "Lilacs, Mr. Maxwell", wird Ralph gezeigt, wie er einen Hund über ein Hologramm kontrolliert. Dies mag eine improvisatorische Kraft des Anzugs gewesen sein, wird aber in späteren Folgen nicht erneut versucht. In "Der Schock wird dich töten" wird er (oder der Anzug) stark magnetisiert.
In der zweiten Staffel "Don't Mess Around with Jim" erfahren Ralph und Maxwell, dass sie nicht das erste Duo sind, das eine solche Uniform erhalten hat. Jim "J.J." Beck hatte den Anzug erhalten, und Marshall Dunn war sein Partner, ähnlich wie Ralph und Maxwell operierten. Aber Jim war überwältigt von der Kraft des Anzugs und er benutzte ihn selbstsüchtig und für unrechtmäßige Gewinne, bis die Außerirdischen dies entdeckten und den Anzug wegnahmen. Es ist nicht bekannt, ob es vor Jim andere gab, die von den Außerirdischen besucht wurden oder nicht. In "Divorce Venusian Style" trifft das Paar auf einen der Außerirdischen, dessen Welt anscheinend zerstört wurde (was darauf hindeutet, warum die Außerirdischen die Menschheit schützen wollen) und nennt die Erde einen der wenigen verbliebenen "Gartenplaneten". Ralph erhält während dieser Begegnung ein weiteres Lehrbuch – angeblich das letzte Exemplar der Außerirdischen, aber er verliert es auch. Er verliert das Buch, wenn er auf einen Bruchteil seiner normalen Größe schrumpft, hält das Buch aber nicht, wenn er zur Normalität zurückkehrt.
In der Episode "Vanity, Says the Preacher" wird auch offenbart, dass sich mehrere Menschen in einer "suspendierten Animation" an Bord des Aliens befinden (Bill spekuliert, dass sie ein möglicher Ersatz für sie sind).
Hinkleys Heldenpersönlichkeit erhält auch nie einen tatsächlichen "Superheldennamen", obwohl Joey Scarbury im Pilotfilm den Elton-John-Song "Rocket Man" singt. In der Pilotfolge bezeichnet sich Ralph sarkastisch als "Captain Crash" in Bezug auf seine schrecklichen Flugfähigkeiten; und später "Captain Gonzo" in der Folge "The Shock Could Kill You".
Wie sein Charakter fand William Katt den Anzug sehr unbequem und hasste es, ihn zu tragen. Die Produzenten nahmen verschiedene Modifikationen am Anzug vor, um ihm zu helfen, und nahmen ihn auf, indem sie Dreharbeiten planten, damit er ihn während des Drehs nicht den ganzen Tag tragen musste.

### Symbol
Auf der DVD der ersten Staffel stellt Stephen J. Cannell fest, dass das Symboldesign auf der Vorderseite des Anzugs tatsächlich auf einer Schere basiert, die er während des Designs der Uniform auf seinem Schreibtisch hatte. Er sagte, der Kostümdesigner habe ihn gefragt, wie das Brustemblem des Anzugs aussehen soll. Er sagte, er habe nicht wirklich darüber nachgedacht. Der Designer hob die Schere vom Schreibtisch auf, hielt sie verkehrt herum und sagte: "Das ist Ihr Emblem." Cannell war mit dieser Entscheidung einverstanden.
Das Symbol auf Ralphs Uniform ähnelt dem chinesischen Schriftzeichen für "Mitte" ㊥. Da das Symbol eine rote Farbe mit weißem Hintergrund hat, bezeichnete der Hongkonger Fernsehsender TVB die kantonesisch synchronisierte Version der Show (飛天 紅 中 俠), übersetzt als "Flying Red Center Hero", in Bezug auf die rote Center-Kachel in Mahjong Fliesen.
Die bilaterale Symmetrie des Symbols schien das "Rückwärts-S" -Problem zu vermeiden, das bei den Abenteuern von Superman auftrat. Für die Low-Budget-Serie der 1950er Jahre "floppten" die Redakteure gelegentlich Stock Footage von George Reeves im Flug, wodurch das "S" -Schild umgekehrt erschien. In vielen zusammengesetzten Flugsequenzen von Greatest American Hero trug Ralph jedoch eine Uhr und die Uhr wechselt von einem Handgelenk zum anderen, insbesondere bei längeren Flugsequenzen.

## Rollen und Besetzungen
- William Katt als Ralph Hinkley / Ralph Hanley
- Robert Culp als Bill Maxwell
- Connie Sellecca als Pam Davidson
- Faye Grant als Rhonda Blake
- Michael Paré als Tony Villicana
- Jesse D. Goins als Cyler Johnson
- William Bogert als Les Carlisle

### Ralphs Nachname
Der Name der Hauptfigur war ursprünglich Ralph Hinkley, aber nach dem Attentat auf Ronald Reagan durch John Hinckley Jr. am 30. März 1981 wurde der Nachname des Charakters in zwei Folgen schnell in "Hanley" geändert. In "Saturday on Sunset Boulevard", das innerhalb weniger Tage nach dem Vorfall ausgestrahlt wurde, wurde dies durch Überspielen des Dialogs (d. H. "Hinkley" zu "Hanley") erreicht, wenn der Nachname der Figur laut gesprochen wurde. Für den Rest der ersten Staffel wurde die Figur allgemein entweder als "Ralph" oder "Mister H" bezeichnet, obwohl wir in "The Best Desk Scenario", wenn Ralph eine Beförderung und seine eigenen Büroräume erhält, den Namen sehen "Ralph Hanley" auf der Türtafel. Bei der Premiere der zweiten Staffel, "The Two-Hundred-Mile-a-Hour Fast Ball", gaben die Produzenten der Show den Nachnamen der Figur an den ursprünglichen Hinkley zurück.

## Folgen
| Season | Folgen | Erstausstrahlung       |                     |
| ------ | ------ | ---------------------- | ------------------- |
|        |        | Erstmalig ausgestrahlt | Letzte Ausstrahlung |
| 1      | 9      | 18.03.1981             | 13.05.1981          |
| 2      | 22     | 4.11.1981              | 28.04.1982          |

## Produktion
Auf dem DVD-Set der ersten Staffel der Serie erklärte Stephen J. Cannell, dass er The Greatest American Hero als eine Serie geplant habe, in der Probleme des realen Lebens im Vordergrund stehen, während sie bei einem Wechsel des Managements in ABC mehr Heldentat forderten, um den Tag zu retten Episoden vom Typ. Wie ursprünglich zwischen Cannell und den damaligen ABC-Führungskräften Marcy Carsey und Tom Werner vereinbart, würden die Befugnisse im Anzug liegen, nicht der Mann (obwohl der Anzug nur für ihn funktionieren würde), und Ralph würde versuchen, gewöhnliche Probleme zu lösen, wie z. B. den Versuch Korruption in der Major League Baseball („The Two Hundred Miles-Per-Hour Fastball“) oder ein Attentat („The Best Desk Scenario“) zu stoppen. Die Serie betonte zunächst, was Cannell als „Charakterkomödie“ bezeichnete, basierend auf menschlichen Fehlern wie Neid (im oben erwähnten The Best Desk Scenario) oder Hypochondrien („Plague“). Die Serie unterschied sich von früheren Superhelden-Shows durch die Betonung (insbesondere Ralph), sich über Superhelden-Possen zu erheben und stattdessen zu erkunden, wie es war, in dieser Umgebung zu leben.
Cannell versuchte, Episoden vom Typ „Save the Day“ zu vermeiden, wie in der ursprünglichen Fernsehserie „Adventures of Superman“ angegeben, aber laut Cannell auf der DVD, als Carsey und Werner ABC verließen (kurz nachdem die Show vom Netzwerk gekauft worden war). Die neuen Führungskräfte des Netzwerks wollten, dass die Show eher einer Kindershow als einer Erwachsenenshow ähnelt. Also drängten sie auf die Arten von Shows, die Cannell nicht wollte, Shows, in denen Ralph versuchte, ein Unglück zu verhindern, einschließlich eines Atomkrieges („Operation Spoilsport“) und sogar einer Kreatur vom Typ Loch Ness Monster („Der Teufel im tiefblauen Meer“). Für das Finale der zweiten Staffel wurde eine ernsthafte und zeitgemäße Episode (unter Berücksichtigung des Kalten Krieges) produziert. „Lilacs, Mr. Maxwell“, geschrieben und inszeniert von Robert Culp. Die Episodengeschichte handelt von einem KGB-Maulwurfsagenten (gespielt von Gastschauspieler Dixie Carter), der beim FBI eingesetzt wurde, um die Methoden zu entdecken, mit denen Agent Bill Maxwell Spione und andere verschiedene Bösewichte fängt. Cannell ließ Culp freien Lauf, um die Episode zu produzieren.
Dies war auch die erste von Cannells Serien, die das Stephen J. Cannell Productions-Logo trug. In der ersten Serie der Produktionsfirma Tenspeed and Brown Shoe war das Logo nicht enthalten.

### Theme song
Das Titellied (und Varianten davon) wurden häufig außerhalb der Show verwendet. „Believe It or Not“ wurde von Mike Post (Musik) und Stephen Geyer (Text) komponiert und von Joey Scarbury gesungen. Das Titellied wurde während der Show bekannt. „Ob Sie es glauben oder nicht“ debütierte in den Top 40 der Billboard Hot 100 und erreichte Platz 2. Es erreichte auch Platz 1 in der Record World-Tabelle.

### Superman Verbindungen
Die Befugnisse des roten Anzugs waren etwas allgemein, aber dennoch ähnlich genug wie die Fähigkeiten von Superman, dass Warner Bros., die Eigentümer von DC Comics, eine Klage gegen ABC einreichten. Warner Bros. Inc. gegen American Broadcasting Companies, Inc. wurde schließlich entlassen.
Während Ralph in der Pilotfolge überlegt, ob er den Anzug annehmen soll, beobachtet er, wie sein Sohn den Super-Friends-Cartoon sieht. Man hört Batman sagen: „Wir brauchen noch einen Superfreund, der fliegen kann!“ In einer späteren Szene, in der Pam noch nicht überzeugt ist, dass er wirklich ein Superheld ist, scherzt Ralph: „Sehen Sie es so. Sie sind Lois Lane einen Schritt voraus: Sie hat nie herausgefunden, wer Clark Kent wirklich war.“ In „Saturday on Sunset Boulevard“ muss Ralph schnell seine Kleidung wechseln. Als er eine Telefonzelle sieht, murrt er: „Nein! Niemals!“, Benutzt sie aber am Ende. Später, während Ralph versucht, sich hinten in Bills Auto umzuziehen, bemerkt Bill: „Wir müssen Ihnen eine größere Telefonzelle besorgen.“

## Medien
Das Unternehmen Anchor Bay Entertainment veröffentlichte 2005 erstmals die komplette Serie im DVD-Format in Region 1. Außerdem veröffentlichten sie am 3. Oktober 2006 ein spezielles 13-Disc-Box-Set, das alle 43 Folgen der Serie sowie weitere enthält Bonusmaterial. Sowohl den einzelnen DVD-Sets als auch dem kompletten Box-Set fehlen jedoch Originalaufführungen von Mike Post und Joey Scarbury, wenn das betreffende Lied von einem anderen Künstler stammt.
Am 14. Oktober 2009 wurde bekannt gegeben, dass das Unternehmen Mill Creek Entertainment die Rechte an mehreren Stephen J. Cannell-Serien erworben hatte, darunter The Greatest American Hero. Anschließend wurde die erste Staffel sowie eine komplette Serienbox am 18. Mai 2010 erneut veröffentlicht. Die zweite Staffel wurde am 12. Oktober 2010 erneut veröffentlicht.
Am 10. November 2011 veröffentlichte Mill Creek Entertainment den Fernsehfilm The Greatest American Heroine auf DVD.
Am 26. September 2017 veröffentlichte Cinedigm The Greatest American Hero: Die komplette Serie erneut auf DVD in Region.
Shout! Factory  erwarb am 11. März 2020 die Vertriebsrechte für The Greatest American Hero und The Greatest American Heroine zusammen mit mehreren anderen Stephen J. Cannell-Serien.

## Revivalen

### Die größte amerikanische Heldin
Im Jahr 1986 wurde die ursprüngliche Hauptbesetzung für einen Pilotfilm für eine neue NBC-Serie mit dem Namen The Greatest American Heroine wiedervereinigt, was nicht zu einer neuen Serie führte, und der Pilot wurde nie von NBC ausgestrahlt. Letztendlich wurde der Pilot als Folge der Originalserie (komplett mit Original-Vorspann und Thema) überarbeitet und zu Syndication-Sets der Originalserie hinzugefügt, die Ende der 80er Jahre auf mehreren lokalen Fernsehsendern ausgestrahlt wurden Letzte Episode. Unmittelbar nach dem Beginn des Abspanns wird die Titelkarte der Episode über einen nächtlichen Blick auf die Skyline von Los Angeles gelegt, wobei "The Greatest American Hero" gelesen wird, bevor die Buchstaben "i n e" einzeln an den Klang des NBC-Glockenspiels angehängt werden. Das Glockenspiel war eine Anspielung auf NBC und seinen Präsidenten Brandon Tartikoff, der Interesse an einer Wiederbelebung der Serie bekundet hatte.
Der Pilotfilm enthüllt, dass Ralphs geheime Identität einige Jahre nach der letzten Episode endlich der Öffentlichkeit enthüllt wurde, was dazu führte, dass er zu einer Berühmtheit wurde. Dies ärgert die Außerirdischen, die ihm den Anzug gegeben haben, und sie beschuldigen ihn, einen neuen Helden gefunden zu haben, der das Kostüm trägt und seine Kräfte zur Bekämpfung des Bösen einsetzt. Sobald die Übertragung erfolgt ist, werden alle Erinnerungen an Ralphs Heldentaten aus dem Gedächtnis der Welt gelöscht und nur von Ralph, Pam und Bill in Erinnerung behalten.
Bill beginnt ihre Suche mit der Erforschung von Menschen mit gewünschten Heldenqualitäten, aber Ralph findet eine junge Frau namens Holly Hathaway (Mary Ellen Stuart), eine Grundschullehrerin, die ihre Freizeit damit verbringt, nach verlorenen Kätzchen zu suchen, das Umweltbewusstsein zu schärfen und als zu dienen eine Pflegemutter. Bill, Pam und Ralph treffen sich in der Wüste, wo Ralph Bill von Holly erzählt. Er reagiert sichtlich darauf, dass sein neuer Partner ein "Rock" ist, bevor Holly ankommt und eine neue Version des für sie angefertigten Anzugs trägt. Sie verspricht, Bill zu helfen. Das ursprüngliche Trio verabschiedet sich endgültig, und selbst der stoische Maxwell offenbart seine wahren Gefühle, als er sich von Ralph verabschiedet und Pam einen Soldaten nennt – "... einer der besten!" Holly reagiert emotional auf den liebevollen Abschied, bricht aber die düstere Stimmung, als sie versehentlich die Tür von Bills Limousine abzieht.
Der Rest der Folge handelt davon, wie Holly unter Anleitung von Bill Maxwell lernt, wie man den Anzug benutzt, und wie das Paar versucht, eine Arbeitsbeziehung aufzubauen. Es endet damit, dass Bill ein Gespräch zwischen Holly und ihrer Pflegetochter mithört, in dem Holly Bill als einen guten Menschen bezeichnet. Bill wird dann gezeigt, wie er in einen Rekorder spricht, den er als sein "Tagebuch" verwendet, um darauf hinzuweisen, dass Holly vielleicht doch die richtige Person ist, um den Anzug zu tragen.

### Remake
Am 29. August 2014 veröffentlichte Deadline Hollywood einen Artikel, in dem berichtet wurde, dass das Fox Network einen Piloten für eine neue Version der Show bestellt hatte. Der Pilot sollte von Phil Lord und Christopher Miller produziert werden, die beide The Lego Movie geschrieben und Regie geführt haben.
Am 8. September 2017 wurde bekannt gegeben, dass Rachna Fruchbom und Nahnatchka Khan ein von Frauen geführtes Remake für 20th Century Fox TV und ABC Studios produzieren werden. Der Anzug wird von Meera, einer indisch-amerikanischen Frau, angezogen.  Die Schauspielerin Hannah Simone wurde als Hauptdarstellerin für den Neustart besetzt.
Am 12. Februar 2018 wurde Simone als Hauptdarstellerin beim Neustart von ABC bekannt gegeben.  ABC lehnte es jedoch ab, die Serie aufzunehmen.

## Comics
Im Juli 2008 wurde bekannt gegeben, dass Katt in Zusammenarbeit mit Arcana Studios eine Comic-Serie basierend auf der Fernsehserie für seinen Verlag Catastrophic Comics schreibt. Die Miniserie mit drei Ausgaben debütierte später in diesem Jahr und enthielt eine aktualisierte Nacherzählung der ursprünglichen Pilotfolge, die in der Gegenwart spielt. Katt trägt auch zur Facebook-Seite der Show bei.